# Dagny Johnson Key Largo Hammock Botanical State Park

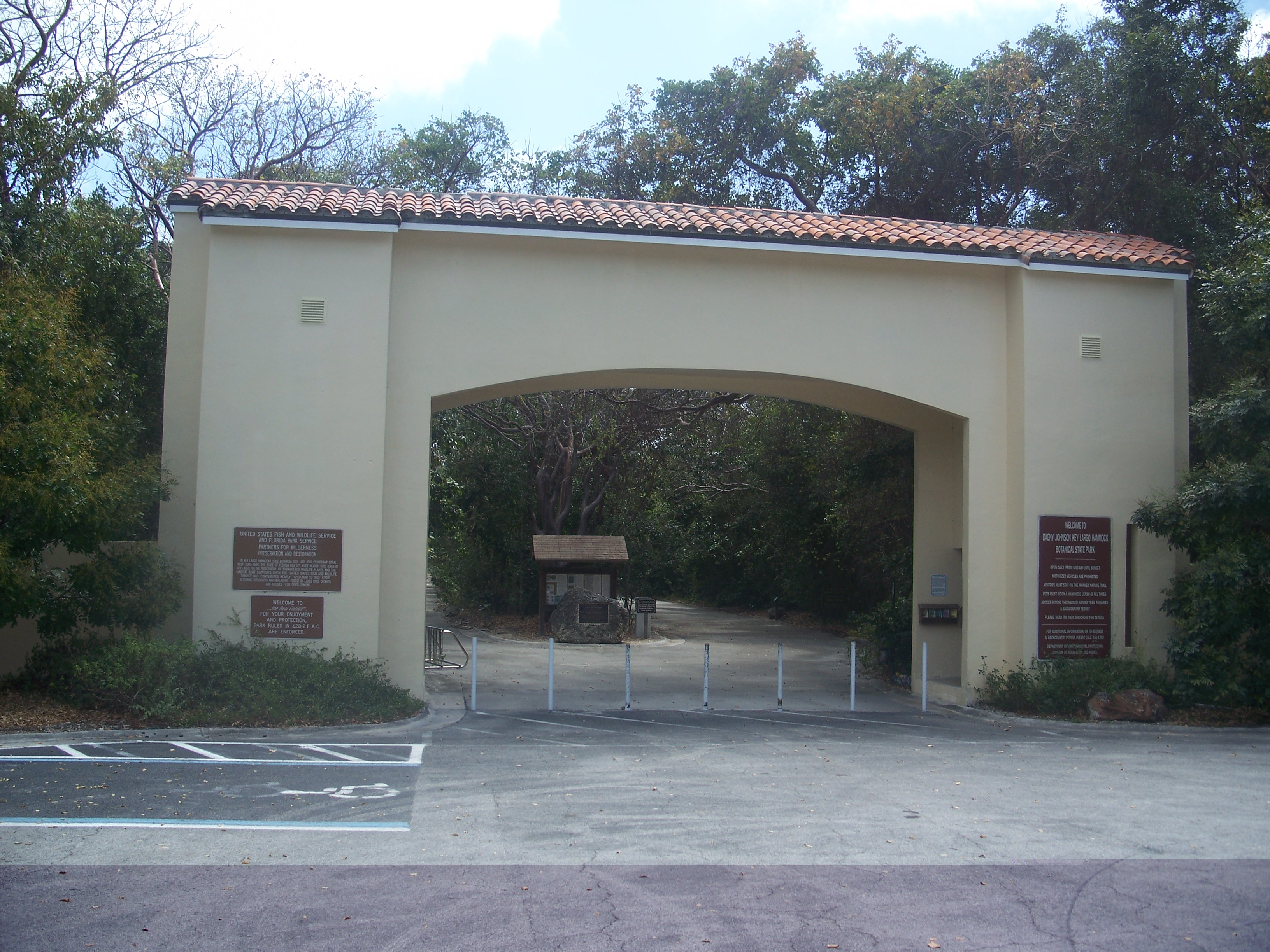
Parkeingang

Der Dagny Johnson Key Largo Hammock Botanical State Park ist ein State Park im Monroe County im US-Bundesstaat Florida.

## Geographie
Der 979 ha große State Park erstreckt sich über das nördliche Drittel der Insel Key Largo. Die Koralleninsel erhebt sich maximal drei Meter über dem Meeresspiegel, zu großen Teilen nur etwa einen halben Meter über dem Meer. Südlich an den Park grenzen das Crocodile Lake National Wildlife Refuge und der John Pennekamp Coral Reef State Park.

## Flora und Fauna
Der Park enthält den größten tropischen Hartholzwald in den USA. Im Parkgebiet kommen zahlreiche Tier- und Pflanzenarten vor, alleine 84 Arten stehen unter Schutz wie die Gewöhnliche Seidenpflanze, das Spitzkrokodil, die Key Largo Buschratte, eine Unterart der Amerikanische Buschratte oder der Insel-Schwalbenschwanz. Während des Vogelzugs im April und im Oktober ist das Parkgebiet ein Zwischenstopp für zahlreiche Zugvögel. Daneben kommen zahlreiche einheimische tropische Vögel im Park vor wie der Weißkopftaube, der Mangrovenkuckuck und der Bartvireo, auch der Kubaschopftyrann und der Dickschnabelvireo werden regelmäßig im Park gesichtet. Mit seinen zahlreichen verschiedenen Schmetterlingsarten ist der Park ein hervorragender Platz zur Schmetterlingsbeobachtung.

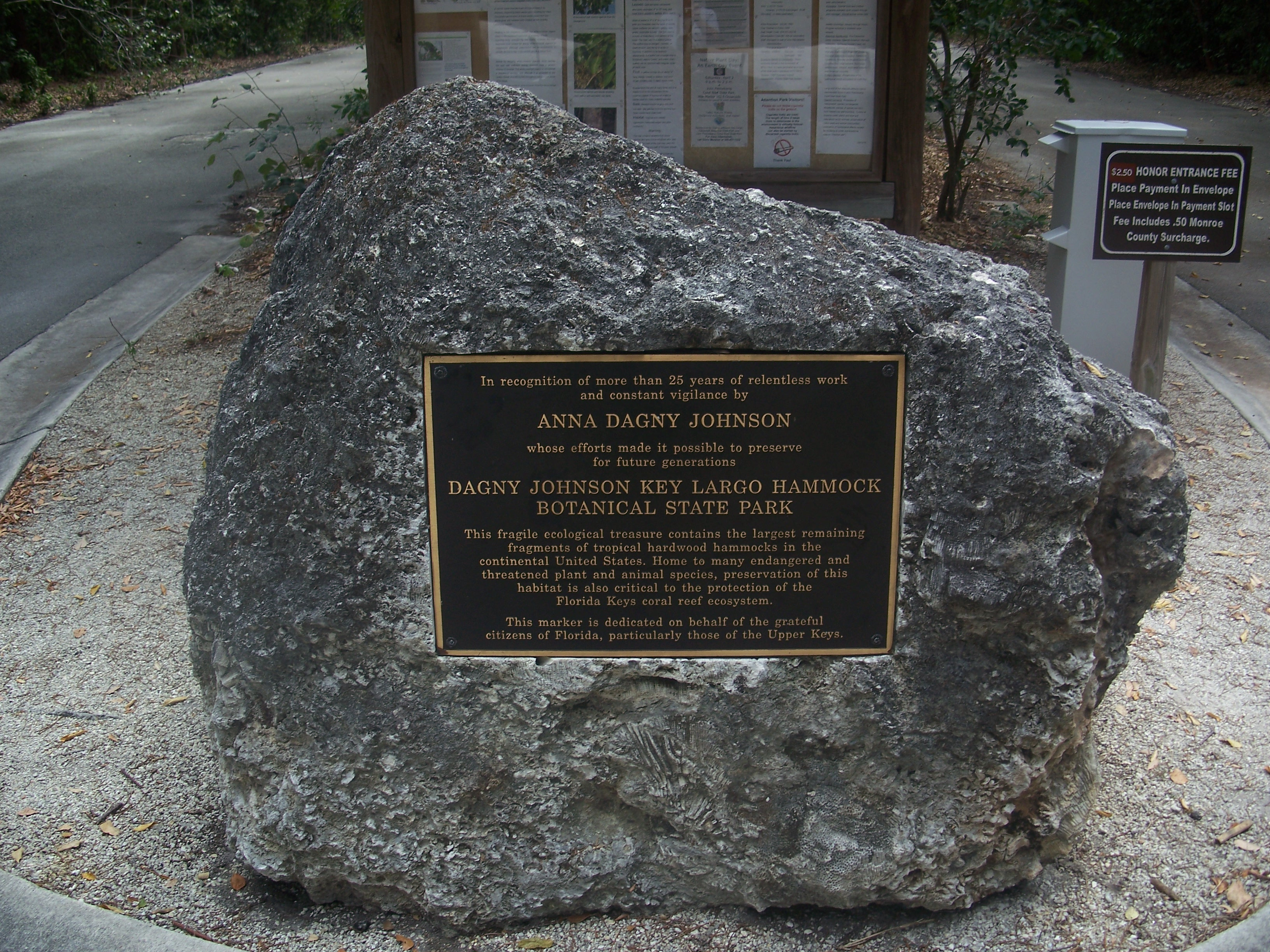
Gedenkstein für Dagny Johnson

## Geschichte
Auf dem Key Largo vorgelagerten Korallenriff, an dem zahlreiche Schiffe gestrandet sind, wurde bereits 1825 ein Feuerschiff verankert. Der Wärter errichtete auf der Insel sein Wohnhaus. Edward Bell, ein Leuchtturmwärter des 1848 anstelle des Feuerschiffes errichten Leuchtturms, legte eine 280 ha große Obstplantage an. Die Obstplantage wurde 1876 durch einen Hurrikan vernichtet, doch erinnern noch Ruinen und verwilderte Obstbäume an die Plantage.
An der Küste befand sich eine 1965 errichtete Nike-Hercules-Raketenabwehrstellung, die bis 1979 in Betrieb war.
Wegen der ungesteuerten und regen Bautätigkeit auf den Florida Keys seit den 1970er Jahren erklärte der Staat Teile der Inseln zur Area of Critical State Concern. Das Departement of Community Affairs übernahm 1983 die Entwicklung und Genehmigung zahlreicher Bauprojekte und erstellte einen Gesamtplan. Infolgedessen wurde die Erschließung des Nordteils der Insel Key Largo gestoppt, das heutige Parkgebiet, in dem das Port Bougainville genannte, etwa 40 ha umfassende Gelände des North Key Largo Yacht Club mit zahlreichen Hotels und Wohnhäusern gebaut werden sollte, wurde 1982 mit Mitteln des Florida’s Conservation and Recreational Lands program erworben. Im selben Jahr wurde der Park als Key Largo Hammocks State Botanical Site gegründet.
2001 wurde der Park zu Ehren von Dagny Johnson umbenannt, einer führenden lokalen Umweltaktivistin, die zusammen mit verschiedenen Umweltschutzorganisationen gegen die Zersiedelung und Bebauung von Key Largo und anderen Inseln sowie die Zerstörung der vorgelagerten Korallenriffe gekämpft hat.
Die für Port Bougainville bereits angelegte Marina sowie Straßen, Gebäude und anderen Einrichtungen wurden nach und nach von der Parkverwaltung wieder zugeschüttet bzw. abgerissen und wieder mit einheimischen Pflanzen bepflanzt.

## Aktivitäten
Der Park ist ganzjährig geöffnet, der Besuch ist gebührenpflichtig. Durch den Park führt ein etwa ein Kilometer langer asphaltierter Weg sowie etwa 9 km Wanderwege. Der Hauptweg ist mit selbsterklärenden Hinweistafeln versehen, zusätzlich werden geführte Rangertouren angeboten. Am Hauptweg ist ein mit natürlichen Pflanzen gestalteter Schmetterlingsgarten angelegt, es gibt einen Picknickpavillon und einige Picknickplätze.